# 五渔村
五渔村，又称五乡地、五色渔村，位于意大利利古里亚大区拉斯佩齐亚省海沿岸地区，是濱海蒙特羅索、韦尔纳扎、科尔尼利亚、马纳罗拉及里奥马焦雷等五个村镇的统称。1997年，五渔村和韦内雷港、帕尔马里亚岛、蒂诺岛、蒂内托岛一起被联合国教科文组织列入世界文化遗产名录，1999年被辟为国家公园。

## 图片集

五渔村
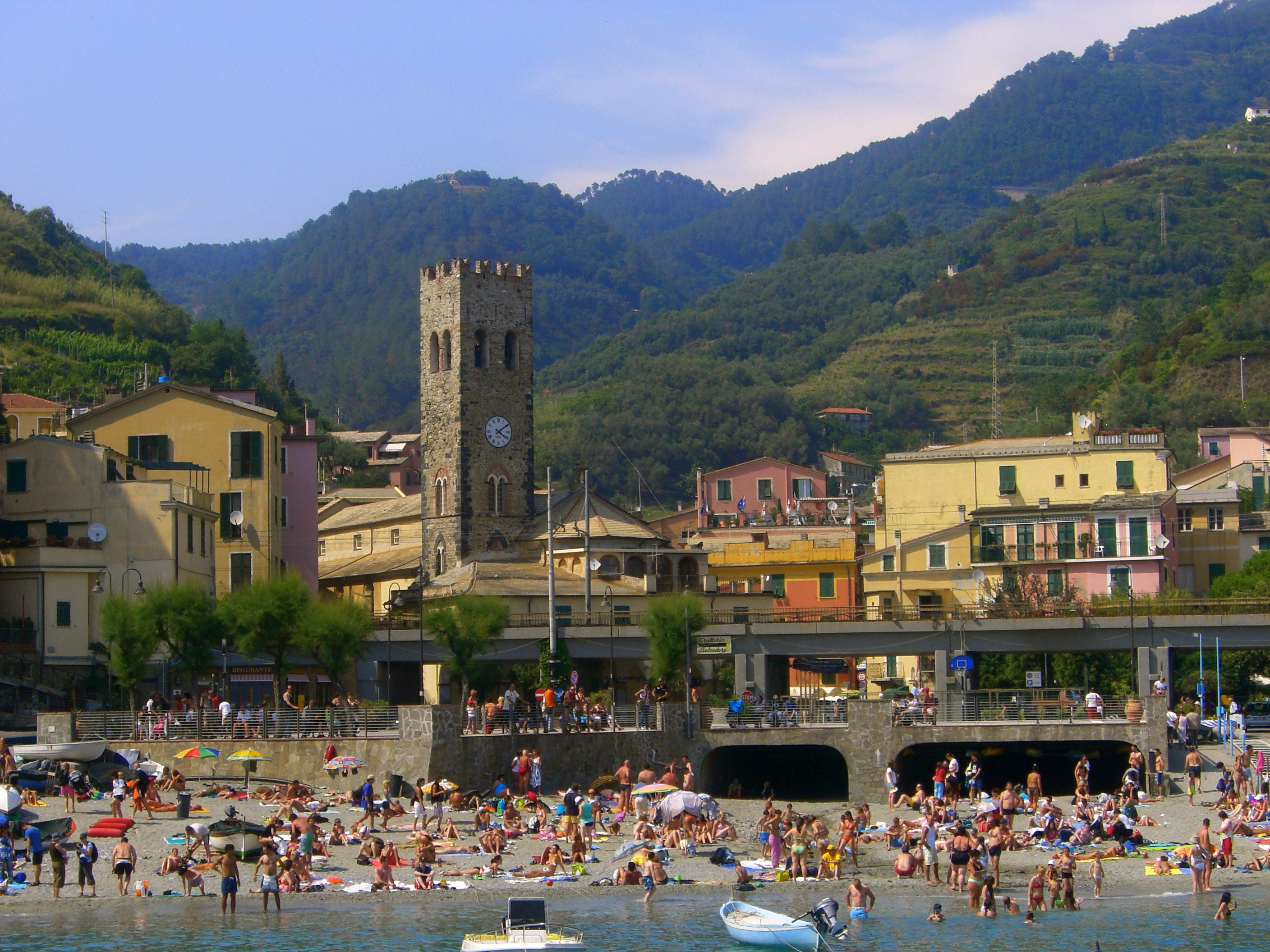
濱海蒙特罗索
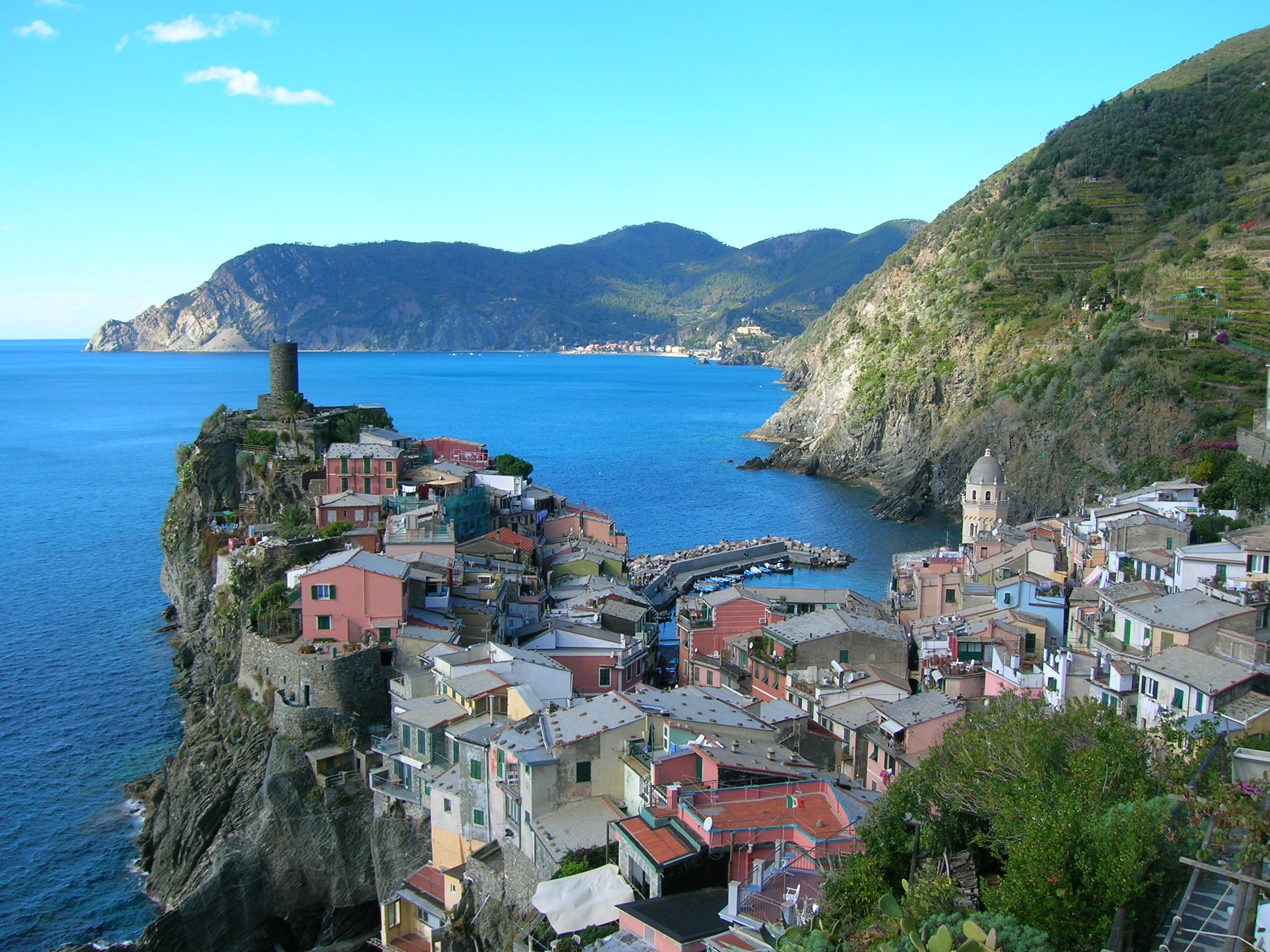
韦尔纳扎
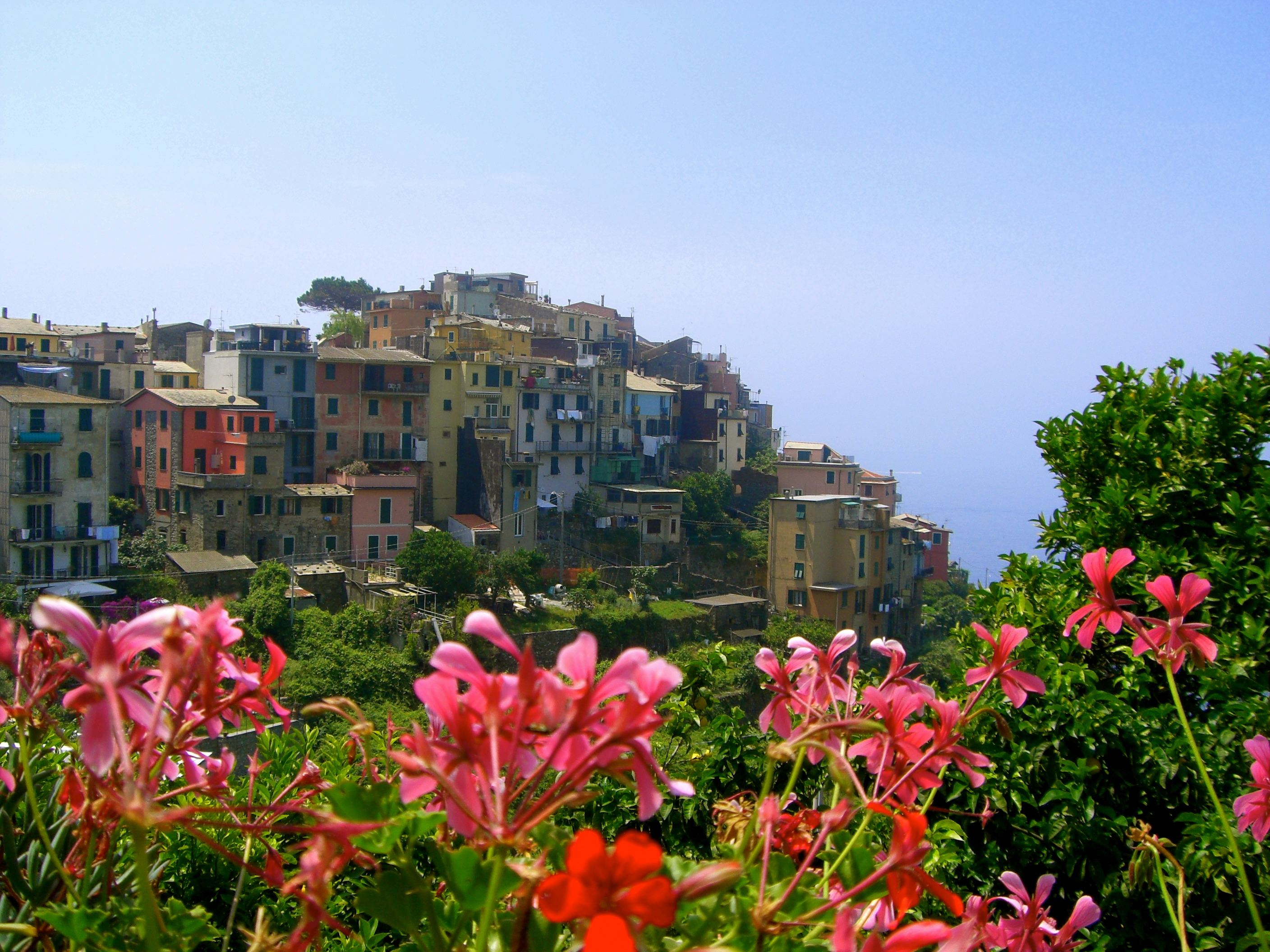
科尔尼利亚
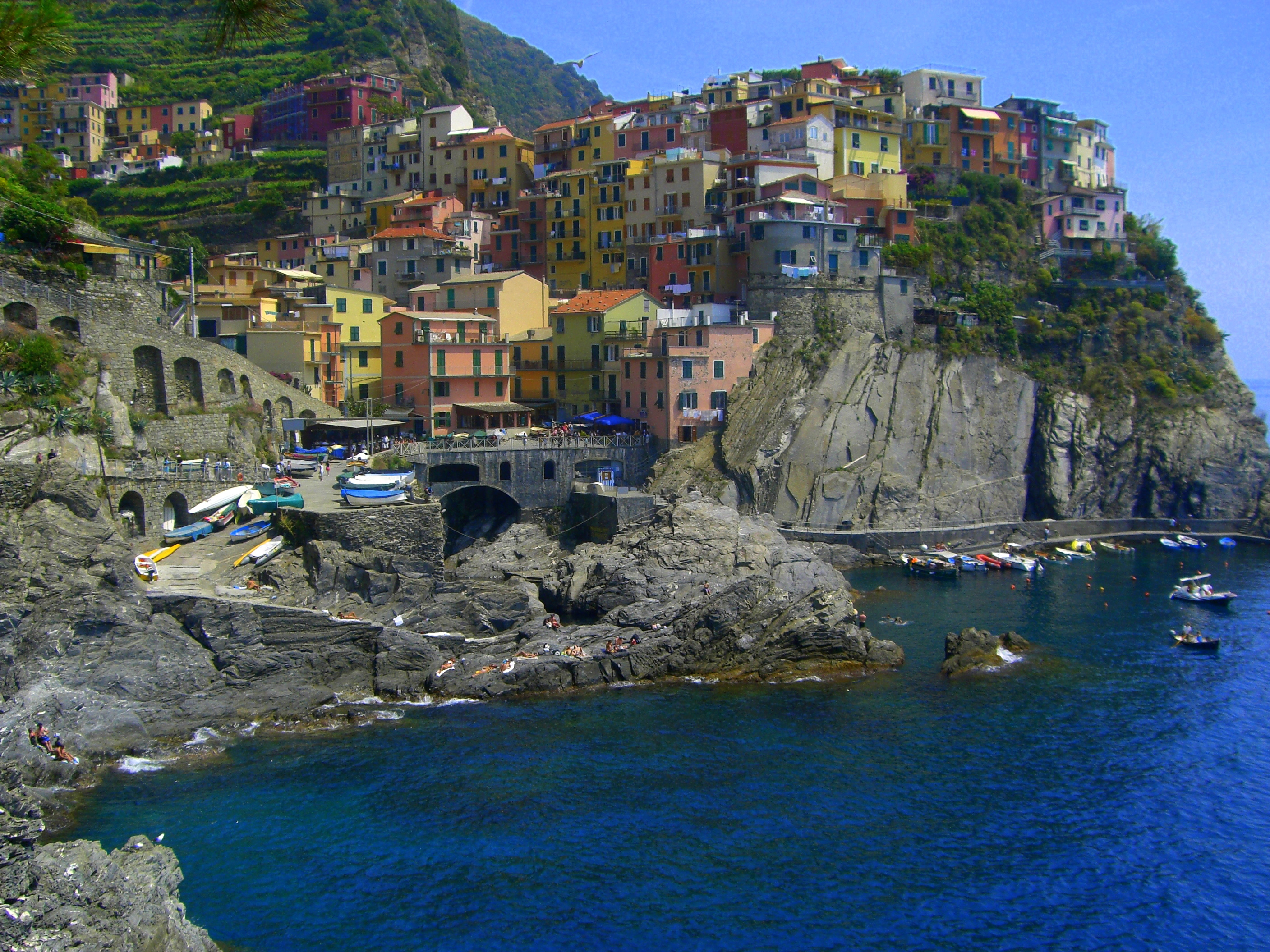
马纳罗拉
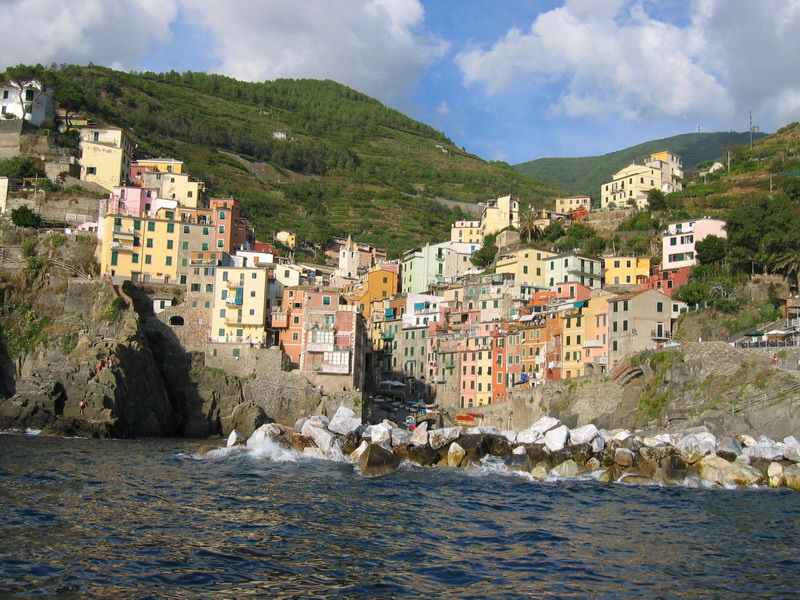
里奥马焦雷